# LU Большой Медведицы
LU Большой Медведицы (лат. LU Ursae Majoris), HD 80731 — двойная звезда в созвездии Большой Медведицы на расстоянии приблизительно 470 световых лет (около 144 парсеков) от Солнца. Видимая звёздная величина звезды — от +8,65m до +8,44m.

## Характеристики
Первый компонент — жёлто-белая переменная звезда типа Гаммы Золотой Рыбы (GDOR) спектрального класса F0V.